# Молодёжный антиполовой союз
Молодежный антиполовой союз, также Ю́ношеская анти-се́кс ли́га (англ. Junior Anti-Sex League) — одна из общественных организаций, упоминаемых в романе-антиутопии «1984» Джорджа Оруэлла. Члены Молодёжного антиполового союза (Юношеской анти-секс лиги) проповедовали полное целомудрие (целибат) для обоих полов. Зачатие разрешалось только путём искусственного осеменения (искос на новоязе), в общественных пунктах. Активисты Молодёжного антиполового союза должны были раздавать литературу и расклеивать листовки с целью продвижения идей союза, участвовать в шествиях с транспарантами.

## Эмблема
В качестве опознавательного знака члены организации носили красный пояс (кушак) вокруг талии. Алый кушак — эмблема Молодёжного антиполового союза, — туго обёрнутый несколько раз вокруг талии комбинезона
Уинстон знал, что это требование выдвигали не совсем всерьёз, но, в общем, оно вписывалось в идеологию партии. Партия стремилась убить половой инстинкт, а раз убить нельзя, то хотя бы извратить и запачкать. Зачем это надо, он не понимал: но и удивляться тут было нечему. Что касается женщин, партия в этом изрядно преуспела.
.

## Структура
Иерархическая структура Молодёжного антиполового союза подразумевала наличие рядовых членов и руководителей разного уровня. В книге упоминается товарищ Огилви, который в 17 лет стал районным руководителем организации.

## Интерпретация
Источники советского времени сравнивали союз с существовавшими организациями СССР. В частности, прообразом назывался Комсомол.